# Верховний лідер Сноук
Сно́ук (англ. Snoke) — вигаданий персонаж всесвіту «Зоряних війн». Вперше з'явився в фільмі 2015 року «Зоряні війни: Пробудження Сили» та зіграний актором Енді Серкісом, за допомогою технології захоплення руху. Є Верховним Лідером організації, відомої як Верховний Порядок.

## Особистість і характер
Сноук був Верховним лідером Верховного Порядку, а також потужним майстром темної сторони Сили. Кайло Рен описував Сноука, як «мудрого правителя», в той час як Хан Соло і Лея Орґана вважали, що він був маніпулятором і використовує чутливих до Сили осіб, таких як Кайло Рен, тільки для здобуття влади. Відомо, що Сноук був дуже старим і мав великі знання про минуле Галактики і про використання Сили. Він проявляв жвавий інтерес не тільки до адептів Темної сторони, а й до адептів Світлої. Саме тому він і звернув увагу на Кайло Рена за його мінливість та чутливість до обох сторін Сили.

## Зовнішність
Сноук має вигляд дуже крихкої істоти з великими тонкими руками. Він має довгасте бліде обличчя, покрите шрамами, на якому вирізняються великі чорні очі. У нього також є опік на правій щоці, який спотворює його нижню частину обличчя. Сноук носив просту темну накидку, подібну до тих, яку носили ситхи і говорить повільно й поважно, чим викликає страх і повагу у своїх солдатів.
Його справжній зріст невідомий, оскільки він віддає перевагу віддавати накази використовуючи голограми, на яких має у кілька разів більший (близько 25 футів), ніж його природний зріст. Місцеперебування Сноука також невідоме, оскільки всі його відомі виступи були зроблені за допомогою голограм.

## За лаштунками
Роль Сноука виконує Енді Серкіс за допомогою використання технології захоплення руху. Його голос пролунав вперше у першому тизері фільму «Зоряні війни. Пробудження сили», а ім'я було офіційно представлено 28 травня 2015 року. Його зовнішній вигляд зазнав багато змін протягом всієї розробки фільму, а остаточний вигляд персонажа був затверджений вже після основних зйомок фільму. Зовнішній вигляд Сноука схожий на перший концепт розробки зовнішності Імператора Палпатіна.